# Cueva de Fteah
La cueva de Fteah (en árabe: هوا فطيح‎, romanizado: Hawā Fṭiyaḥ) es una gran cueva kárstica ubicada en Cirenaica en el noreste de Libia. En esta cueva hay restos de asentamiento humano durante el Paleolítico medio y superior, el Mesolítico y el Neolítico. Los restos de presencia humana en la cueva se remonta al año 200.000 antes de Cristo.

## Localización
La cueva de Fteah esta a 1 kilómetro de la costa y se encuentra cerca del lado norte de una meseta en la base de Yebel Akhdar (o Montaña Verde). La entrada está orientada al norte hacia el mar Mediterráneo.
En el árabe de la zona se llama Haua Fteah. 'Haua' describe una estructura de cueva típica de la zona costera de Libia, que se ha formado en su forma actual por los procesos de erosión del mar durante la primera etapa del Pleistoceno.

## Estratigrafía y disposición

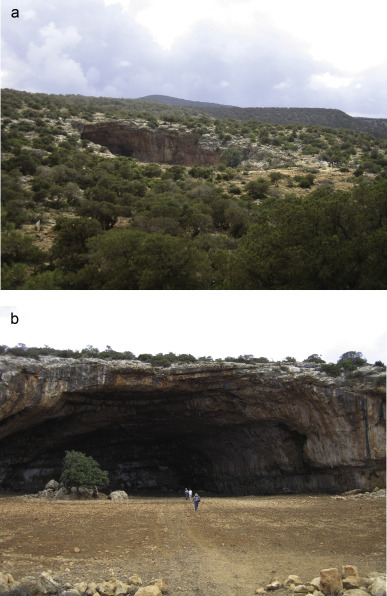
Cueva de Fteah. En "a" se ve el lado noroeste de la cueva, en "b" se ve el lado norte. En "b" se puede apreciar que la cueva tiene 20 metros de alto, y 50 metros de ancho.

La cueva de Fteah es una cueva de 50 metros de alto por 20 metros de ancho en la entrada norte. La cueva tiene 80 metros de profundidad. La entrada está orientada al norte hacia el mar Mediterráneo. 
Las capas estratigráficas horizontales están definidas por los tipos de sedimentos contenidos en cada capa y se respaldan mediante el uso de técnicas de datación por radiocarbono.
La escala de tiempo geológico en la cueva de Fteah ha sido erosionada y ha recibido sedimentos de grandes etapas geológicas y climáticas hacia el final del Pleistoceno. Una, cuando la línea costera estaba seis metros por encima del nivel actual del mar, evidencia de la etapa final del período interglacial Riss-Wurm. También hay sedimentos de cuando el nivel del mar estuvo veinte metros por debajo del nivel del mar actual. Esto está relacionado con la Glaciación Würm.

## Historia de la investigación
En 1948, Charles McBurney se percató de que la cueva de Fteah tenía restos arqueológicos. McBurney y su equipo excavaron el sitio entre 1950 y 1955. No ha habido excavaciones no se realizaron después de 1955 hasta la excavación más reciente en 2007. Desde las excavaciones de McBurney, ha habido mucha erosión en esta cueva y también se han depositado pesadas capas sedimentarias sobre el sitio original.
En 2007, empezó un proyecto llamado Cyrenaica Prehistory Project (CPP). Este era dirigido por Graeme Barker de Cambridge, comenzó en 2007.
Desde 2007 hasta 2013, el Cyrenaica Prehistory Project ha completado 7 temporadas de excavación.

### Excavaciones
La investigación de este sitio se inició en 1951. La primera zanja de sondeo fue realizada en el lado occidental de la cueva, y la zanja medía 10x10 x 2 metros de profundidad.
En 1952 se excavó una segunda zanja de sondeo. Esta fue excavada horizontalmente sobre la primera zanja que tenía 7 x 6 x 5,5 metros de profundidad. En esa excavación fue realizada una zanja de sondeo profundo de 3,8 X 1,6 X 6,5 metros de profundidad. En total, la profundidad total de excavación era de 14 metros.
En 2007, comenzó un proyecto llamado Cyrenaica Prehistory Project (CPP), Este proyecto fue dirigido por Graeme Barker de la Universidad de Cambridge. El objetivo de este programa era ampliar el conocimiento y la comprensión de la secuencia de uso de la cueva y la historia de los cambios ambientales y cómo los humanos se adaptaron a esos cambios.

## Historial de ocupación
Hay siete fases culturales distintas determinadas por McBurney por medio de la estratigrafía. Los remanentes culturales encontrados en la capa superior del yacimiento se encontraron fogones con depresiones poco profundas que muy probablemente se usaron para cocinar y para depositar basura.
La datación por carbono-14 fue realizada por McBurney. Estas se obtuvieron a partir de muestras de carbón de madera y fragmentos de huesos. Muchas muestras originales de la excavación de McBurney y material de las excavaciones más recientes fueron evaluados y confirmados mediante el uso de varias técnicas de datación recientes durante el Cyrenaica Prehistory Project.
- La primera y más antigua fase tenía los artefactos de escamas y cuchillas que datan de hace 80 a 65,000 años (80-65 kya).[1]

- La segunda fase de 19 a 28 pies de profundidad.[3] En esta fase se encontraron los sílex de la industria Levalloiso-Musteriense que datan de 65 a 40 kya[1] y las técnicas de datación actuales sugieren que estos hallazgos están estrechamente fechados entre 73 y 43 kya.[1] A una profundidad de 23 pies[3] se descubrió una mandíbula perteneciente a un humano moderno que data de entre 73 y 65 kya.[1] La abundante evidencia de la industria de la cuchilla Levalloiso-Musteriense que se encuentra durante la segunda etapa del cambio climático (La etapa relacionada con la Glaciación Würm) muestra que no existe una tradición establecida en la fabricación de cuchillas entre estas personas durante este tiempo.[3] En esta fase también se encontraron pequeños fogones, alimentos y acumulaciones de huesos.[3]

El fragmento de la mandíbula humana fue encontrado en agosto de 1952, Los fragmentos recuperados fueron la rama ascendente izquierda y una parte del cóndilo mandibular con el segundo y el tercer molar adjuntos. La muela del juicio había emergido pero no estuvo expuesta por mucho tiempo, lo que indica que este espécimen estaba en la edad adulta joven, sugerido entre los dieciocho y los veinticinco años, en el momento de la muerte. La mitad del hueso estaba intacta y la porción lateral está parcialmente destruida. A partir de las medidas técnicas de este fragmento, se pensó que este espécimen estaba estrechamente relacionado con los neandertales pero investigaciones más recientes, determinaron que la mandíbula era de un Homo sapiens.
- Fase tres, las capas de 18 a 9 pies de profundidad[3] contenían cuchillas 'Dabban' (Dabban blades en inglés) que fueron datadas entre 40 y 15 kya.[1] Un Dabban es un tipo temprano de industria de cuchillas llamada industria de cuchillas y buriles.[5] Se cree que este tipo de cuchilla es la cuchilla más antigua del Paleolítico superior y solo se encuentra en la cueva de Fteah y en otro sitio cercano.[5] Los orígenes de las cuchillas de tipo Dabban aún es desconocido.[5]

- En la fase 4, las capas están a una profundidad entre 8 a 7 pies, se encontró un basurero que contenía huesos y dientes de mamíferos, gran cantidad de conchas de lapas, berberechos y caracoles terrestres.[3] Esta fase también se encontraron herramientas microlíticas de la Edad de Piedra tardía que fueron datadas de 14 a 10 kya.[1]
- En la fase cinco (7 a 6 pies de profundidad) se encontraron herramientas microlíticas mesolíticas que tienen entre 10 y 7 kya y se encontraron restos de cerámica.[3]
- La fase seis (de 5 a 4 pies de profundidad)[3] contenía fragmentos de cerámica neolítica y huesos de animales domesticados con una antigüedad de entre 7 y 4,7 mil años.[1] Se encontró fragmentos de sílex, así como herramientas terminadas, raspadores de lascas, puntas de flecha, un cuchillo bifacial, varillas triédricas laminadas a presión y cabezas de taladro.[3] La presencia de huevos de avestruz decorados y conchas perforadas también son comunes en esta fase.[3] Se cree que la perforación de estas conchas se debe a razones de consumo y se llevaron a cabo con pequeñas herramientas.[6]
- La séptima y más reciente fase, de 4 a 0 pies de profundidad[3] contenía estructuras que datan de la época romana sugieren que la cueva fue usado para el resguardo de animales.[1] Se pudieron identificar fogones y algunos fragmentos de cerámica de origen local y romano.[3]